# Landschaftsschutzgebiet Alme- und Afteaue

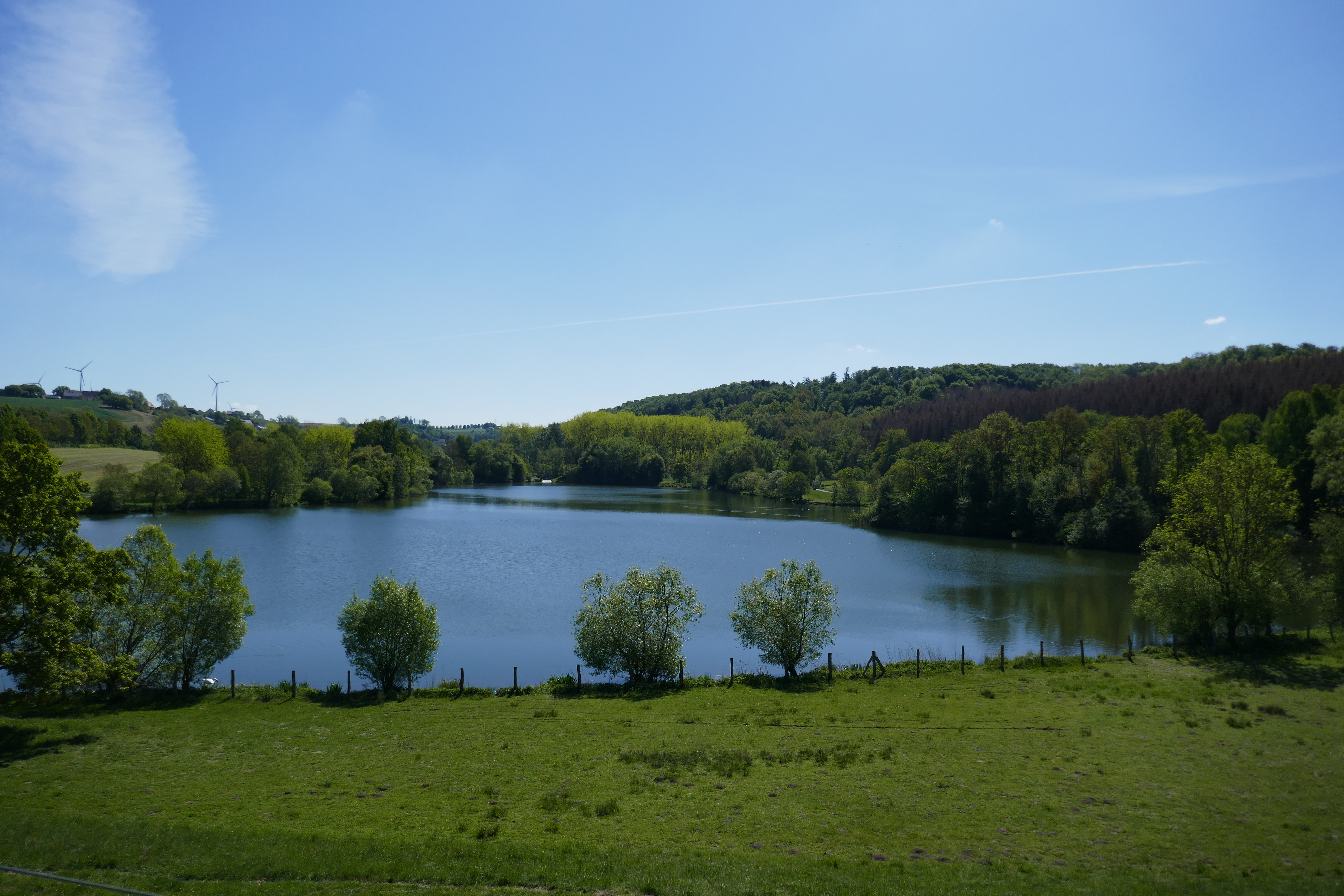
Hochwasserrückhaltebecken Keddinghausen

Das Landschaftsschutzgebiet Alme- und Afteaue mit 218,21 ha Flächengröße liegt im Stadtgebiet von Büren und Bad Wünnenberg im Kreis Paderborn. Das Landschaftsschutzgebiet (LSG) wurde 1996 vom Kreistag mit dem Landschaftsplan Büren-Wünnenberg ausgewiesen. Das LSG besteht aus zehn Teilflächen. Das LSG grenzt teilweise direkt an andere Schutzgebiete an. In der Aue grenzt das Landschaftsschutzgebiet FFH-Gebiet Alme- und Afteaue an. Außerhalb der Aue das Landschaftsschutzgebiet Seitentäler von Alme und Afte. Siedlungsbereiche mehrerer Dörfer grenzen direkt an das Schutzgebiet. Das LSG wird im Almetal westlich meist durch die Almetalbahn und östlich von L 637 begrenzt. Im Aftetal begrenzt teilweise die L 549 das LSG, wobei die L 549 erst auf der östlichen und später westlichen Außenseite verläuft.

## Beschreibung
Das LSG umfasst Bereiche der Flüsse Alme und Afte mit ihren Auen im Landschaftsplangebiet. Auch Auenbereiche Der Bäche Wiele und Karpke zwischen Bad Wünnenberg und Fürstenberg sind Teil dieses Schutzgebietes. Im LSG befinden sich Grünland, darunter Feuchtgrünland und Nasswiesen. Das Grünland wird als Wiesen – und Weideflächen genutzt. Auch naturnahen Ufergehölzen, Laubwälder, Waldsäume, Baumreihen und zahlreiche weiteren Gehölzstrukturen kommen im LSG vor. Vereinzelt sind auch Hochstaudenfluren, Röhricht und Großseggenrieder im LSG. Im LSG liegt auch das Hochwasserrückhaltebecken Keddinghausen.